# Megaewolucja
Megaewolucja – określenie charakteryzujące ewolucję na poziomie globalnym, tj. obejmujące całą biosferę. Przejawia się ona istnieniem najwyższych taksonów (np. królestw, typów, gromad).
Przykładami megaewolucji są: powstanie życia na Ziemi lub masowe wymierania.